# Iris perdue et retrouvée
Pour plus de détails, voir Fiche technique et Distribution.
Iris perdue et retrouvée est un film français réalisé par Louis Gasnier en 1933 et sorti en 1934.

## Fiche technique
- Titre : Iris perdue et retrouvée
- Réalisation : Louis Gasnier
- Scénario : d'après le roman éponyme de Pierre Frondaie, paru en 1931.
- Musique : Marcel Lattès
- Producteurs : Adolph Zukor et Henri Klarsfeld[1]
- Société de production : Les Studios Paramount
- Société de distribution : Les Films Paramount
- Pays de production :  France
- Format : Noir et blanc — 35 mm — 1,37:1 — Son : Mono
- Genre : Comédie de mœurs
- Durée : 85 minutes (1 h 25)
- Date de sortie : 
  - France : 12 janvier 1934

## Distribution
- Raymonde Allain : Iris de Persani
- Pierre Blanchar : Bernard Fontaine
- Edith Méra : Eve de Persani
- Charles Granval : le comte de Persani
- Blanche Denège : Mme de Persani
- Daniel Lecourtois : Maxime de Persani
- Jean Dax : Colin-Fouchet
- Christian Argentin
- Lucien Brûlé
- Yvonne Yma